# Lapscheurse Gatpolder
De Lapscheurse Gatpolder is een polder ten oosten van Lapscheure, behorend tot de polders rond Aardenburg.
Het betreft de inpoldering van het noordelijk deel van het Lapscheurse Gat, wat mogelijk werd na de afdamming van het Paswater bij Sluis, wat definitief plaatsvond in 1747.
Het betreft een polder van 94 ha, geheel op Nederlands gebied gelegen en gesitueerd ten westen van de Waterhoekseweg. Het Lapscheurse Gat is nog als een kreekrestant aanwezig en loopt van de Stierskreek naar de Wallen van Sluis. Deze kreek vormt de Rijksgrens.